# Reichsdeputation
Reichsdeputation war im Heiligen Römischen Reich jeder von Kaiser und Reich für die Erledigung von Geschäften erwählte reichsständische Ausschuss. Der Reichsdeputationstag war die Versammlung einer solchen Deputation. Niedergelegt wurden die Ergebnisse der Reichsdeputation in einem Hauptschluss genannten Abschlussbericht.

## Ordentliche Deputation
Die so genannte ordentliche Reichsdeputation vertrat den Reichstag während dessen sitzungsfreier Zeit und sorgte mit den Reichskreisen für die Aufrechterhaltung des Landfriedens. Ab 1663 wurden aufgrund der Permanenz des Immerwährenden Reichstages keine weiteren ordentlichen Reichsdeputationen durchgeführt.
Eine ordentliche Reichsdeputation bestand aus allen Kurfürsten, einigen Reichsfürsten, deren Zahl bestimmt und von Zeit zu Zeit vermehrt wurde, zwei Grafen, einem Reichsprälaten und sechs Reichsstädten. Die kurfürstlichen Gesandten bildeten ein besonderes Kollegium, die übrigen bildeten zusammen ein zweites, in dem Österreich den Vorsitz hatte.

## Außerordentliche Deputation
Des Weiteren gab es die außerordentlichen Reichsdeputationen, denen einerseits innere und andererseits äußere Angelegenheiten übertragen wurden. Eine solche außerordentliche Deputation konnte sowohl auf einem Reichstag als auch an einem andern Ort stattfinden. Sie bestand in der Regel aus Abgesandten aller drei Reichstagskollegien.
Die bedeutendsten Kommissionen, die sich auf innere Probleme bezogen, waren die Visitationen des Reichskammergerichts, deren letzte 1776 erfolgte. Besondere Bedeutung in äußeren Angelegenheiten hatten die Reichsfriedensdeputationen. Die bekannteste und gleichzeitig folgenreichste war die ab dem 24. August 1802 in Regensburg tagende Kommission, die kurz vor dem Ende des Heiligen Römischen Reiches mit dem Reichsdeputationshauptschluss eine umfangreiche Neugliederung des Reiches vornahm.